# Vila Antonina
Vila Antonina é um bairro paulistano pertencente ao distrito de Vila Formosa na cidade de São Paulo. Está localizado próximo à divisa com o distrito de Tatuapé e Carrão. Limita-se com a Vila Santo Estêvão, Jardim Anália Franco, Vila Mafra e Jardim Têxtil.
O bairro foi fundado em meados dos anos 50, quando Oscarina Vaz Ferreira, decidiu lotear suas terras naquela região. Foram terrenos em média de 250 m² de área, vendidos de forma parcelada normalmente em 50 vezes através de notas promissórias.
Os primeiros habitantes da vila eram industriários atraídos pelo Cotonificio Guilherme Giorgi, Fibrasil, Indústrias Minerva e outras que estavam se estabelecendo na região.
A vila contava com um serviço de ônibus da Viação Santo Estevan que fazia o trajeto Vila Antonina - Parque Don Pedro, cujo itinerário levava o número 372, e logo teve sua segunda linha, de nº 361 com o mesmo destino porém vinha de Vila Formosa e seguia até o Parque pela Avenida Celso Garcia.
A mesma não possuía escolas, sendo que as mais próximas eram a do bairro vizinho, Vila Mafra e o Ginásio Estadual Federico Stendel.
Como era um bairro basicamente de trabalhadores sem qualificação das indústrias próximas ouve uma demora no seu desenvolvimento. Fato que só ocorreu nos anos 90 com a chegada do boom imobiliário no Tatuapé.
A igreja da Vila Antonina tinha como padroeiros os santos: São Pedro e São Vicente Palotti, porém nos anos 70, São Pedro deixou de ser padroeiro da igreja, ficando apenas São Vicente, daí surgiu o folclore de que passou a chover em todas as quermesses realizadas pela igreja. Esta igreja era uma pequena capela, e foi graças ao empenho dos padres Damião e Alfredo e uma ajuda muito grande da comunidade é que se ergueu a igreja atual, muito bela por sinal, e símbolo da Vila Antonina.
Existia sim uma escola aquando do nascimento da Vila. Era a Escola Antonino da Rocha Marmo, tendo como professora, Emília de Oliveira.
Um dos primeiros armazéns de secos e molhados no bairro foi o Armazém Progresso, de José Batina D’Araujo, que com sua esposa Maria Souza Batina atendiam toda a Vila e que ficava na Rua Guaxupé, número 17.